# Waleed Al Hayam
Waleed Mohamed Abdulla Ali Al Hayam (sinh ngày 3 tháng 2 năm 1991 ở Muharraq, Bahrain) là một cầu thủ bóng đá người Bahrain. Anh thi đấu cho Al-Muharraq ở Giải bóng đá ngoại hạng Bahrain ở vị trí hậu vệ. Anh được triệu tập vào Đội tuyển bóng đá quốc gia Bahrain tại Cúp bóng đá châu Á 2011, đăng cai bởi quốc gia láng giềng Qatar.
Anh cũng thi đấu ở vị trí tiền vệ ở các trận đấu quốc tế.